# Atenodor al Bizanțului
Atenodor al Bizanțului (în greacă Ἀθηνόδωρος, transliterat: Athinodoros; n. mileniul I d.Hr. – d. 148 d.Hr., Bizanț, Imperiul Otoman, Turcia) a fost un episcop al Bizanțului care a slujit în timpul domniei împăratului Antoninus Pius între anii 144 și 148. Se știe că în timpul perioadei sale populația creștină a Bizanțului s-a sporit drastic. A construit o biserică care mai târziu va fi renovată de către Constantin cel Mare, fiind locul inițial în care acesta dorea să fie înmormântat.